# Andreas Rickstrand
Andreas Rickstrand, född 4 januari 1974, är en svensk musikproducent och låtskrivare. 
Tillsammans med Thomas G:son har Rickstrand skrivit flera bidrag för Polen, Norge och Spaniens uttagningar till Eurovision Song Contest. Bland annat skrev Thomas G:son, Andreas Rickstrand, Tony Sanchez-Ohlsson och
Rebeca Pous del Toro 2007 det vinnande bidraget i Spanska Misión Eurovisión 2007 "I Love You Mi Vida" som framfördes av D'Nash.
Andreas Rickstrand har även producerat "Give me your love" med Fame som vann den Svenska Melodifestivalen 2003.
Andreas Rickstrand är aktuell som låtskrivare i Melodifestivalen 2013. Bidraget "In and out of love" framförs av Martin Rolinski och är skriven av Thomas G:son och Andreas Rickstrand